# 考特尼·亚历山大
考特尼·贾森·亚历山大（英語：Courtney Jason Alexander，1977年4月27日—），美国NBA联盟职业篮球运动员。他在2000年的NBA选秀中第1轮第13顺位被奥兰多魔术选中。